# Club Deportivo La Equidad
Maillots
Actualités
Le Club Deportivo La Equidad est un club colombien de football évoluant actuellement en première division colombienne. La Equidad est basé à Bogota et a été fondé en 1982.

## Histoire
Le club remporte en 2008 la Copa Colombia, la coupe nationale (renaissante après dix-neuf ans d'absence). Cette victoire lui permet d'être qualifié pour la Copa Sudamericana 2009.
En 2010, le club réussit un Tournoi d'Ouverture d'excellente qualité. La Equidad va en finale du tournoi mais échoue dans la finale en matchs aller-retour. Le club remporte la finale aller 1 - 0, mais s'incline 3 - 1 au retour face à Junior et perd le titre. 
L'équipe se qualifie également pour la finale du Tournoi d'Ouverture 2011. Lors du premier match, elle gagne 2 - 1 contre Atlético Nacional. Mais pour la troisième fois termine vice-champion en s'inclinant aux tirs au but, lors du match retour.

## Palmarès
- Championnat de Colombie de football
  - Vice-champion : 2007 (Tournoi de clôture), 2010 (Tournoi d'ouverture), 2011 (Tournoi d'ouverture)

- Championnat de Colombie de deuxième division (1)
  - Champion : 2006

- Coupe de Colombie (1)
  - Vainqueur : 2008